# 塔皮奧拉 (西貝流士)
塔皮奧拉（芬蘭語：Tapiola，意指塔皮奥王国），作品編號112，是芬兰作曲家让·西贝柳斯于1926年受時任紐約交響樂團指揮的沃尔特·达姆罗什委托，為紐約愛樂樂團创作的一首交响诗。塔皮奧拉指的是芬蘭史詩《卡勒瓦拉》中，由森林之神塔皮奧掌管的領地。本作品由委託者达姆罗什于1926年12月26日首演。

## 历史
沃尔特·达姆罗什委託西貝流士為紐約愛樂樂團创作此作品。
当出版商要求西貝流士闡述该作品的计划时，西贝柳斯以散文式的文字作为回应，该文字由他的出版商（ Breitkopf & Härtel ）转换为四行诗，前缀于英语版本的乐谱之前：
廣袤延伸，北國的蒼茫森林， 古老、神秘，凝視著原始的野夢；
其中棲息著森林的偉大神明， 以及樹精在昏暗中編織神奇的秘密。
在那裡，樹木擁抱著天空， 根深蒂固，如年深月久的譜曲；
樹林的心靈，藏匿著宇宙的奧秘， 幽暗的林間，神秘的妖精譜寫著魔法。
《塔皮奧拉》是由沃爾特·達姆羅斯（Walter Damrosch）和紐約愛樂樂團於1926年12月26日首演。該場首演音樂會首先演奏貝多芬的《第五交響曲》，中場休息後由作曲家格什溫演奏其作品《F大調鋼琴協奏曲》。音樂會的最後才由《塔皮奧拉》作為音樂會的壓軸演出。
1927年4月25日，在芬蘭的首演由罗伯特·卡亚努斯指挥。同場演出的還有《暴风雨》的序曲和《第七交响曲》。作曲家莱维·马代托亚指出：“有時我們聽到精靈的憂鬱、反覆的呼喚，有時森林中的孤獨漫遊者在宣洩生活之苦。這是一部美麗的作品，技術上接近第七號交響曲。”
最初的出版商是Breitkopf & Härtel ，該出版社出版了西貝流士的大部分作品。《塔皮奧拉》是西貝流士最后一部重要作品，尽管其後作曲家又活了三十年。據西貝流士稱，他曾開始創作第八號交響曲，但在他對該作品感到不滿後便即焚毀了草稿。

## 音乐
一場典型的《塔比奧拉》演出通常持續十五到二十分鐘。樂器編制包含三支长笛（第三支為短笛）、两支双簧管、两支单簧管、两支低音单簧管、两支巴松管、低音大管、四支圆号、三支小号、三支长号、定音鼓和弦乐。
作品的的開始音型為：
您的浏览器不支持播放音频。您可以下载音频文件。
卡尔·埃克曼（Karl Ekman）在《首都日报》中写道：“事实上，《塔皮奥拉》是一个单一主题的整体——尽管对于核心主题是否实际上可以被视为一个主题存在分歧。埃尔基·萨尔门哈拉（Erkki Salmenhaara）认为事实并非如此。在他看来，核心主题产生至少四个中心的、相互关联的基本主题。这些主题反过来又产生“大约三十个极具特色的、原创且无与伦比的西貝流士式的音乐主题”。 

## 精选录音
指挥芬兰首演的指揮家卡亚努斯于1932年6月29日在Abbey Road Studio 1 与伦敦交响乐团合作为EMI / HMV录制了第一张唱片。 1953 年，赫伯特·冯·卡拉扬指挥爱乐管弦乐团录制了他四张唱片中的第一张。 （西貝流士稱卡拉扬是“唯一真正理解我作品的人”。） 托马斯·比彻姆和皇家爱乐乐团于 1955 年录制了该作品；这是 EMI 制作的首批立体声唱片之一。在此前此後，還有许多指挥家和乐团都录制了这部作品。

## 延伸閱讀
- 丹尼尔·M·格里姆利（2011 年夏季）。 “音乐、风景、调音：聆听西贝柳斯的塔皮奥拉”，美国音乐学会杂志，卷。 64，没有。第 2 页。 394–398。
- 梅勒斯，威尔弗里德（2001）。 “塔皮奥拉对统一的追求和狡猾的小泼妇作为救赎的寓言。”在《荒野中的歌唱：二十世纪的音乐与生态》 （厄巴纳和芝加哥：伊利诺伊大学出版社），第 173 页。 37-52。